# Rada Evropy

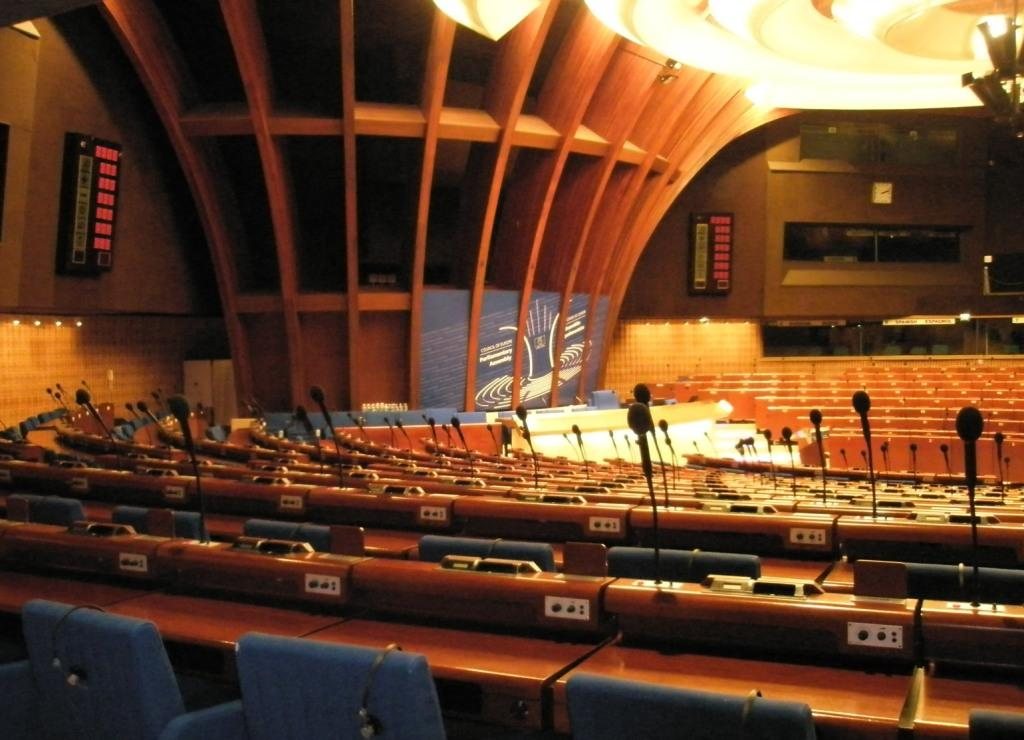
Zasedací sál Parlamentního shromáždění RE

Rada Evropy (RE) (anglicky Council of Europe, CoE, francouzsky Conseil de l'Europe) je mezinárodní organizace spojující 46 zemí Evropy. Tato instituce dále zahrnuje šest pozorovatelských zemí: Vatikán, Kanadu, USA, Mexiko, Japonsko a Izrael. Rada Evropy je nezávislá na Evropské unii a funguje na principu diskuze a hledání společných řešení v ekonomických, sociálních, kulturních, vědeckých, právních a administrativních otázkách a v udržování a rozvoji základních lidských práv a svobod. Zatímco Evropská unie funguje na principu supranacionality, Rada Evropy je založená na mezivládním principu. Sídlo se nachází ve Štrasburku, přičemž pod tuto instituci spadá rovněž Evropský soud pro lidská práva sídlící ve stejném městě.

## Vznik Rady Evropy
Za ideového otce Rady Evropy je považován Winston Churchill, který po druhé světové válce prosazoval politiku francouzsko-německého smíření. V projevu na univerzitě v Curychu prosazoval kromě federace nekomunistických států i sjednocení Evropy. Churchillova snaha vyústila v květnu roku 1948 v konferenci v Haagu, na které byly položené základy Rady Evropy.
Klíčovým momentem pro vznik Rady bylo podepsání Statutu Rady Evropy (tzv. Londýnská smlouva) v Londýně 5. května 1949. Mezi signatáře patřily státy Belgie, Dánsko, Francie, Irsko, Itálie, Lucembursko, Nizozemsko, Norsko, Švédsko a Velká Británie. Trvalé sídlo, o které v minulosti soupeřily Německo a Francie, bylo ustanoveno ve Štrasburku. Toto gesto mělo symbolizovat sjednocení Evropy.
Původním záměrem organizace byla evropská integrace. Tento úkol se nezdařil, časem jej převzala Evropská společenství a Rada Evropy se zaměřila na problematiku lidských práv a svobod. Její význam postupně upadal, obnovení nastalo po roce 1990 v souvislosti s pádem komunistických režimů ve východní Evropě. Následně se jejími členy staly mnohé východoevropské a postsovětské státy včetně dnešního Ruska a význam této instituce jako platformy pro celoevropskou diskuzi se obnovil.

## Členové

Rada Evropy (fialově) a další evropské asociace v roce 2022

V současnosti jsou jejími členy všechny evropské státy kromě Vatikánu, který má statut pozorovatele, Ruska, které bylo vyloučeno v březnu 2022 kvůli svému útoku na Ukrajinu, Běloruska, které nebylo přijato kvůli nedodržování demokratických zásad a svobody slova, Kazachstánu (4 % území státu leží v Evropě), který je kandidátskou zemí, a sporných evropských států – Abcházie, Jižní Osetie, Kosova, Podněstří a Severního Kypru. Poslední zemí, která vstoupila do Rady Evropy, byla Černá Hora v roce 2007. Československo bylo členem Rady Evropy od roku 1991 až do svého rozpadu v roce 1993. V červnu téhož roku do Rady Evropy vstoupily samostatně Česká i Slovenská republika.

## Funkce, orgány a výstupy Rady Evropy

### Funkce Rady Evropy
Článek 1 Statutu Rady Evropy uvádí, že cílem Rady Evropy je dosažení větší jednoty mezi jejími členy za účelem ochrany uskutečňování ideálů a zásad, které jsou jejich společným dědictvím, a usnadňování jejich hospodářského a společenského rozvoje. Hlavní agendu této organizace lze rozdělit do 4 hlavních skupin:
1. Ochrana lidských práv, pluralitní demokracie a právního státu, ochrana svobody slova, sdělovacích prostředků a shromažďování,
2. Podpora rozvoje evropské kulturní identity a různorodosti,
3. Řešení problémů evropské společnosti jako je diskriminace menšin, xenofobie, nesnášenlivost, klonování lidí, AIDS, drogy, organizovaný zločin, ochrana životního prostředí aj.,
4. Upevňování demokratické stability na území Evropy skrze potírání korupce a terorismu a rovněž prostřednictvím legislativních a ústavních norem.

Rada Evropy rovněž nabízí právní poradenství po celém světě – mezi nejznámější aktéry v této oblasti se řadí tzv. Benátská komise, která se podle vlastních slov Rady Evropy zabývá především otázkami ústavního práva.
Všechny členské státy se přihlásily k Evropské úmluvě o lidských právech, na jejíž dodržování je v jednotlivých zemích dohlíženo prostřednictvím Evropského soudu pro lidská práva. Jednotliví občané se zároveň mohou k tomuto soudu odvolat se stížností na porušování lidských práv, pokud již vyčerpali všechny právní prostředky a možnosti odvolání uvnitř soudní soustavy své země. Rada Evropy má také své externí zastoupení v jiných mezinárodních organizacích, jako je Evropská unie, OSN, OBSE a další.
V problematice demokracie a lidských práv je poskytnuta možnost školení v tzv. Evropských střediscích mládeže, nacházejících se ve Štrasburku a Budapešti.
S ohledem na aktuální  dění je rovněž příhodné zmínit fakt, že se Rada Evropy zabývá situací na Blízkém východě z pohledu vlastní agendy. Pro ilustraci můžeme uvést příklad Turecka, na které se Rada Evropy dlouhodobě zaměřuje jako na potenciální modelovou zemi demokratického zřízení, která může v budoucnu jít příkladem ostatním zemím v regionu. V tomto případě Rada studuje především historické a současné proměny ve vnímání islámu, národní identity, demokratizace, přístupu k odlišným náboženstvím a další důležité aspekty. Přestože Turecko není plně sekularizovanou zemí, kde by navíc platila lidská, občanská a další práva ve stejné míře jako kupříkladu v Evropské unii, stále se jedná o zemi, která má podle Rady Evropy největší šanci stát se motivujícím příkladem pro ostatní státy v regionu.

### Orgány Rady Evropy
Rada Evropy se skládá z několika pracovních institucí:
1. Generální tajemník – vede a zastupuje Radu Evropy navenek, v současnosti bývalý švýcarský prezident, Alain Berset – rozhodovací orgán,
2. Parlamentní shromáždění – hlavní poradní orgán,
3. Komisař pro lidská práva – nezávislá funkce zabývající se případy porušování lidských práv,
4. Kongres orgánů místní a regionální samosprávy – je zodpovědný za posilování demokracie na místní a regionální úrovni, v současnosti čítá okolo 635 zástupců reprezentujících na 200 tisíc místních a regionálních samospráv,
5. Konference mezinárodních a nevládních organizací – zastupuje občanskou společnost a podporuje větší míru participace při demokratickém zřízení a procesu rozhodování.

#### Výbor ministrů
Výbor ministrů se skládá z ministrů zahraničních věcí všech členských států nebo jejich stálých diplomatických zástupců, přičemž každý člen má jeden hlas. Je to rozhodovací orgán, který zváží přijetí daného návrhu Parlamentního shromáždění. Schůze probíhají na dvou úrovních: Výbor ministrů se schází dvakrát za rok (v květnu a listopadu), výjimečně se odsouhlasí zasedání v případě, když dvě třetiny členů odsouhlasí zasedání na návrh alespoň jednoho člena nebo na podnět generálního tajemníka. Štrasburští zástupci ministrů zahraničních věcí členských států se setkávají jednou do týdne. Mají také právo rozhodovat s výjimkou přijímání citlivých rozhodnutí.
Orgán má následující strukturu:
1. Předsedající země,
2. Ministři,
3. Zástupci ministrů,
4. Kancelář zástupců ministrů,
5. Zpravodajské skupiny, pracovní skupiny a tematičtí koordinátoři,
6. Sekretariát.

Předseda každého zasedání Výboru ministrů je vybraný na základě anglického abecedního seznamu všech členských států, je zodpovědný za řízení debat, ale jeho hlas nemá rozhodovací funkci. Když Výbor nezasedá, jeho funkční období přetrvává až do začátku nového zasedání, kdy bude pokračovat nový předseda.
Výbor ministrů je orgán, který realizuje cíle Rady Evropy, „přičemž pod tím rozumějme závěry rozhovorů, smluv a přijetí zákonů vládami o společné politice vzhledem k vytyčeným otázkám“ (článek 15 Statutu Rady Evropy). Kromě jiného, Výbor ministrů reguluje všechny otázky týkající se organizace a vnitřního uspořádání Rady Evropy. Jedním z vnitřních usnesení je i článek 20 o jednomyslné shodě při přijímání závažnějších usnesení. Návrhy, které jsou směřované směrem ven pro vlády členských států, mají dvojí formu, při první může jít o doporučení pro vlády, při druhé jde o různé domluvy a smlouvy, které jsou podepsané ministry, musí být v souladu s mezinárodním právem a taktéž musí být ratifikované.
Aby zasedání bylo vůbec usnášeníschopné, musí být přítomné dvě třetiny reprezentantů členských států. Přijetí usnesení k důležitým záležitostem vyžaduje jednomyslnou shodu, pro přijetí ostatních usnesení je potřeba souhlas dvoutřetinové většiny. Pro mezivládní povahu a jednomyslnost, která je vyžadovaná při komplikovanějších prohlášeních, se výkonnost tohoto aparátu ukázala v praxi jako omezená. Projevilo se to v roce 2004 na summitu ve Varšavě, na kterém Rada Evropy nezískala přední mandát. Vzhledem k tomu, že Rada Evropy nemá výkonnou moc, snaha realizovat usnesení Rady Evropy spočívá na jednotlivých ministrech zahraničních věcí.
Rada Evropy získává finance skrze příspěvky členských zemí, přičemž výše příspěvku je stanovena v závislosti na velikosti populace a zdrojů členského státu.
Výbor také dohlíží nad výkonem rozsudku Evropského soudu pro lidská práva a dementuje jednotlivé kooperační a pomocné programy pro dané země.

#### Parlamentní shromáždění
Parlamentní shromáždění je poradní orgán Rady Evropy. Diskutuje o otázkách týkajících se jejích zájmů a stanovuje závěry, které ve formě doporučení posune dál Výboru ministrů. Skládá se ze členů každého členského státu, které musí zvolit domácí parlament a kteří musí mít totožnou národnost se státem, který reprezentují. Druhá podmínka determinující počet reprezentantů musí zodpovídat přerozdělení křesel podle článku 26, který stanovuje, na jaký počet míst mají jednotlivé státy nárok, například Česká republika má právo na sedm křesel.
Vzhledem k tomu, že Parlamentní shromáždění nemá rozhodovací pravomoc, jde spíše o orgán zastupující veřejné mínění než o zákonodárný orgán.
Procesní konání Rady Evropy je komplexní, dva hlavní orgány mohou být iniciativní v předkládání otázek na řešení. Na druhé straně komplexnost Rady Evropy spočívá v převažující úloze Výboru ministrů. Při tvorbě a realizaci návrhů pomáhá Parlamentnímu shromáždění sedm všeobecných komisí a čtyři specializované komise.
Můžeme to vidět na všeobecném příkladu, kdy se Parlamentní shromáždění rozhodne předložit návrh, jehož řešení bude završené jako závěr mezinárodní domluvy. Tento návrh odešle příslušné komisi, která vytvoří podkomisi, jejíž připomínky jsou diskutované v komisi a následně jako návrh doporučení je vrácený Parlamentnímu shromáždění. V případě, kdy Parlamentní shromáždění přijme tento návrh, je odevzdaný Výboru ministrů, který ho přisoudí posuzovaní Výboru expertů, kteří vypracují návrh úmluvy. Následně je návrh odevzdaný Výboru ministrů (nejčastěji zástupcům ministrů), kteří ho mohou nazpět poslat Parlamentnímu shromáždění, aby se k němu vyjádřilo. Finální fáze se odehrává ve Výboru ministrů, který ho jednohlasně odhlasuje a podepíše.

#### Sekretariát
Sekretariát je administrativní struktura Rady Evropy a skládá se ze specializovaného personálu, z Generálního tajemníka a jeho zástupců. Tyto dvě funkce mají za úlohu vydávat doporučení pro Výbor ministrů a Generální tajemník zodpovídá za chod Sekretariátu nad Výborem a taktéž zásobuje Parlamentní shromáždění administrativními službami. Ostatní členové sekretariátu jsou jmenováni generálním tajemníkem v souladu s administrativním pořádkem. Pro jeho technické, komunikační a poradní zaměření hraje důležitou roli při zpracovávání návrhů a rad.

## Členské státy
V současné době je členem Rady Evropy 46 států (téměř všechny evropské země, kandidátskou zemí je od roku 2023 Kosovo. Výjimkami jsou Bělorusko, Vatikán – ten však má status pozorovatele, Kazachstán², Rusko - bylo vyloučeno roku 2022 a sporná území/státy Abcházie, Jižní Osetie, Severní Kypr a Podněstří. Při založení 5. května 1949 měla Rada deset členských zemí:
| - Belgie - Dánsko - Francie - Irsko - Itálie |  | - Lucembursko - Nizozemsko - Norsko - Švédsko - Spojené království |

###### Ostatní členské státy (v pořadí podle uvedeného data vstupu):
| - Řecko (9. srpna 1949) - Turecko (9. srpna 1949) - Island (9. března 1950) - Německo – SRN (13. července 1950) - Rakousko (16. dubna 1956) - Kypr (24. května 1961) - Švýcarsko (6. května 1963) - Malta (29. dubna 1965) - Portugalsko (22. září 1976) - Španělsko (24. listopadu 1977) - Lichtenštejnsko (23. listopadu 1978) - San Marino (16. listopadu 1988) - Finsko (5. května 1989) - Maďarsko (6. listopadu 1990) - Polsko (26. listopadu 1991) - Bulharsko (7. května 1992) - Estonsko (14. května 1993) - Litva (14. května 1993) |  | - Slovinsko (14. května 1993) - Česko (30. června 1993)¹ - Slovensko (30. června 1993)¹ - Rumunsko (7. září 1993) - Andorra (10. října 1994) - Lotyšsko (10. února 1995) - Albánie (13. července 1995) - Moldavsko (13. července 1995) - Severní Makedonie (9. listopadu 1995) - Ukrajina (9. listopadu 1995) - Chorvatsko (6. listopadu 1996) - Gruzie (27. dubna 1999) - Arménie (25. ledna 2001) - Ázerbájdžán (25. ledna 2001) - Bosna a Hercegovina (24. dubna 2002) - Srbsko (3. dubna 2003) - Monako (5. října 2004) - Černá Hora (11. května 2007) |

¹ Dřívější členství Československa od roku 1991 nebylo na nově vzniklé státy Českou republiku a Slovenskou republiku účinné. Oba státy tak musely opětovně podstoupit proces přijetí.

² Malá západní část Kazachstánu leží geograficky v Evropě
Status pozorovatele mají zejména tři velké severoamerické státy (Kanada, USA, Mexiko), Japonsko, Izrael či Vatikán.

###### Bývalé členské státy:
Rusko (vstup 28. února 1996; členství bylo 25. února 2022 pozastaveno kvůli ruské invazi na Ukrajinu, 16. března 2022 bylo Rusko vyloučeno)

Členství v RE:
• deset zakladatelů
• další členové
• pozorovatelé v Parlamentním shromáždění
• pozorovatelé ve Výboru ministrů
• pozorovatelé v Parlamentním shromáždění a ve Výboru ministrů
• kandidáti

## Předsednictví zemí
| Datum                       | Předsednická země   |
| --------------------------- | ------------------- |
| květen 2002 – listopad 2002 | Lucembursko         |
| listopad 2002 – květen 2003 | Malta               |
| květen 2003 – listopad 2003 | Moldavsko           |
| listopad 2003 – květen 2004 | Nizozemsko          |
| květen 2004 – listopad 2004 | Norsko              |
| listopad 2004 – květen 2005 | Polsko              |
| květen 2005 – listopad 2005 | Portugalsko         |
| listopad 2005 – květen 2006 | Rumunsko            |
| květen 2006 – listopad 2006 | Rusko               |
| listopad 2006 – květen 2007 | San Marino          |
| květen 2007 – listopad 2007 | Srbsko              |
| listopad 2007 – květen 2008 | Slovensko           |
| květen 2008 – listopad 2008 | Švédsko             |
| listopad 2008 – květen 2009 | Španělsko           |
| květen 2009 – listopad 2009 | Slovinsko           |
| listopad 2009 – květen 2010 | Švýcarsko           |
| květen 2010 – listopad 2010 | Severní Makedonie   |
| listopad 2010 – květen 2011 | Turecko             |
| květen 2011 – listopad 2011 | Ukrajina            |
| listopad 2011 – květen 2012 | Spojené království  |
| květen 2012 – listopad 2012 | Albánie             |
| listopad 2012 – květen 2013 | Andorra             |
| květen 2013 – listopad 2013 | Arménie             |
| listopad 2013 – květen 2014 | Rakousko            |
| květen 2014 – listopad 2014 | Ázerbájdžán         |
| listopad 2014 – květen 2015 | Belgie              |
| květen 2015 – listopad 2015 | Bosna a Hercegovina |
| listopad 2015 – květen 2016 | Bulharsko           |
| květen 2016 – listopad 2016 | Estonsko            |
| listopad 2016 – květen 2017 | Kypr                |
| květen 2017 – listopad 2017 | Česko               |
| listopad 2017 – květen 2018 | Dánsko              |
| květen 2018 – listopad 2018 | Chorvatsko          |
| listopad 2018 – květen 2019 | Finsko              |
| květen 2019 – listopad 2019 | Francie             |
| listopad 2019 – květen 2020 | Gruzie              |
| květen 2020 – listopad 2020 | Řecko               |
| listopad 2020 – květen 2021 | Německo             |
| květen 2021 – listopad 2021 | Maďarsko            |
| listopad 2021 – květen 2022 | Itálie              |
| květen 2022 – listopad 2022 | Irsko               |
| listopad 2022 – květen 2023 | Island              |
| květen 2023 – listopad 2023 | Lotyšsko            |
| listopad 2023 – květen 2024 | Lichtenštejnsko     |
| květen 2024 – listopad 2024 | Litva               |
| listopad 2024 – květen 2025 | Lucembursko         |